# Pachydermia
Pachydermia, inaczej skórzastość (łac. pachydermia laryngis) – termin opisujący odpowiednik rogowacenia białego błon śluzowych (leukoplakia) z lokalizacją w krtani.
Pachydermia uznawana jest za stan przedrakowy.